# Eike Christian Hirsch

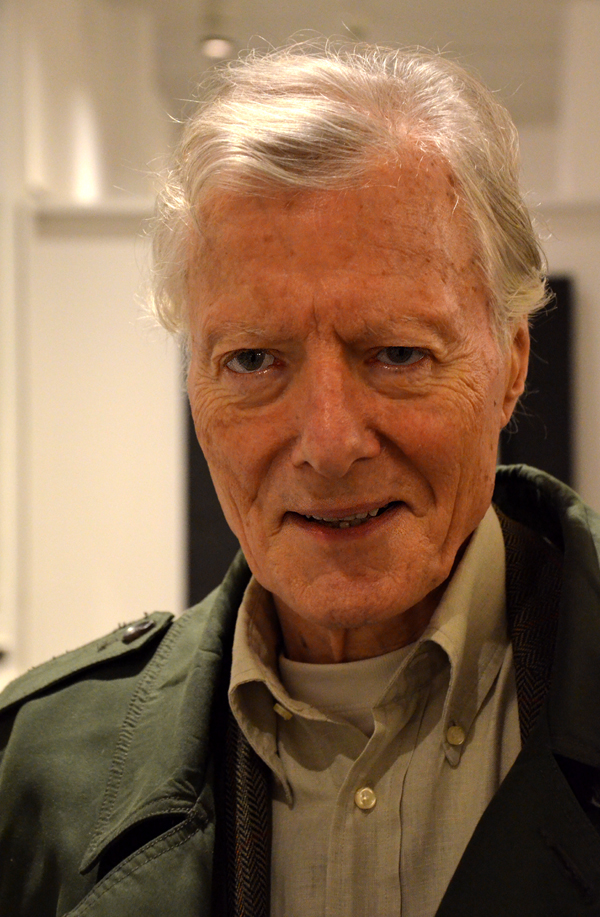
Eike Christian Hirsch (2015)

Eike Christian Hirsch (* 6. April 1937 in Bilthoven, Niederlande; † 6. August 2022 in Hannover) war ein deutscher Journalist, Theologe und Schriftsteller.

## Leben und Wirken
Eike Christian Hirsch studierte evangelische Theologie und Philosophie in Göttingen, Heidelberg und Basel, in Basel insbesondere bei Karl Barth, der ihn sehr prägte. Er promovierte 1969 in Heidelberg mit der Dissertation Höchstes Gut und Reich Gottes in Kants kritischen Hauptwerken als Beispiel für die Säkularisierung seiner Metaphysik.
Bis 1996 war Hirsch Leiter der Redaktion Religion und Gesellschaft im Hörfunk des NDR. Als Hörfunk-Autor galt sein besonderes Interesse der Auseinandersetzung des christlichen Glaubens mit den Naturwissenschaften und dem Atheismus.
Populär wurde Eike Christian Hirsch im Jahr 1975, als der Stern begann, seine Sprachglossen Deutsch für Besserwisser zu veröffentlichen. Sie verbanden Sprachbeobachtung mit Witz und Satire und prägten so einen neuen Stil des Infotainments. In den 1980er Jahren war Hirsch Moderator der Fernseh-Talkshow III nach 9 von Radio Bremen. Als freier Autor verfasste er Bücher zu Glaubensfragen und zur deutschen Sprache. Im Jahr 2000 veröffentlichte er eine Biographie über Gottfried Wilhelm Leibniz.
Hirsch starb nach schwerer Krankheit Anfang August 2022 im Alter von 85 Jahren.

## Auszeichnungen
- 1986: Kasseler Literaturpreis für die Deutung des Komischen in Der Witzableiter oder die Schule des Lachens[3]
- 1992: Niedersächsischer Staatspreis für Publizistik[4]
- 2006: Kurt-Morawietz-Literaturpreis

## Veröffentlichungen (Auswahl)
- Deutsch für Besserwisser. Hoffmann und Campe, 1976, ISBN 3-455-03350-4.
- Mehr Deutsch für Besserwisser. Hoffmann und Campe, 1979, ISBN 3-455-08891-0.
- Expedition in die Glaubenswelt. 1981.
- Den Leuten aufs Maul. Glossen. 1982.
- Der Witzableiter oder die Schule des Lachens. München 1985, 2001, ISBN 3-406-47560-4, dtv 11483 ISBN 3-423-11483-5.
- Vorsicht auf der Himmelsleiter. Auskünfte in Glaubensfragen. 1. Auflage. Hoffmann und Campe, Hamburg 1987, ISBN 3-455-08628-4.
- Kopfsalat. Spottreportagen für Besserwisser. Hamburg 1988, ISBN 3-455-08287-4.
- Wort und Totschlag. Hamburg 1991, ISBN 3-455-08389-7.
- Im Haus des Seidenspinners. Hamburg 1993, ISBN 3-455-03352-0.
- Mein Wort in Gottes Ohr. Ein Glaube, der Vernunft annimmt. Hamburg, 1995, ISBN 3-455-11055-X.
- Der berühmte Herr Leibniz. Eine Biographie. München 2000, ISBN 3-406-45268-X.
- Gnadenlos gut. Ausflüge in das neue Deutsch. München 2004, ISBN 3-406-52304-8.
- Deutsch kommt gut. Sprachvergnügen für Besserwisser. Hamburg 2008, ISBN 978-3-406-56814-5.
- Versicherer im Führerstaat. Hannovers Brandkasse und Provinzial 1933–1945, Wallstein Verlag, Göttingen 2012, ISBN 978-3-8353-1044-5.
- Ist das Deutsch oder kann das weg? Die schönsten Einfälle des neuen Deutsch, C. H. Beck, München 2019, ISBN 978-3-406-74227-9.